# Ikedella bogorovi
Ikedella bogorovi är en djurart som tillhör fylumet skedmaskar, och som beskrevs av Zenkevitch, L.A. 1964. Ikedella bogorovi ingår i släktet Ikedella och familjen Bonelliidae. Inga underarter finns listade i Catalogue of Life.